# Pseudepaphra fuscovittata
Pseudepaphra fuscovittata är en skalbaggsart som beskrevs av Stefan von Breuning 1956. Pseudepaphra fuscovittata ingår i släktet Pseudepaphra och familjen långhorningar.
Artens utbredningsområde är Filippinerna. Inga underarter finns listade i Catalogue of Life.